# 张伯仁 (1915年)
張伯仁（1915年2月14日—2005年10月12日），聖名伯多祿，男，湖北仙桃人，天主教中國籍中國天主教地下教會主教，未獲中國政府承認。曾任漢陽教區正權主教(1984年-2005年)。

## 生平
1915年2月14日，張伯仁出生在中華民國北洋政府湖北省仙桃市。1927年入小修院，1936年進入大修院，翌年赴羅馬宗座傳信大學深造。1942年12月19日在羅馬晉鐸，三年後獲神學博士學位，隨後返回中國漢陽教區服務。
1949年10月1日，中國共產黨在大陸成立中華人民共和國，並開始迫害宗教。1952年9月，愛爾蘭籍漢陽教區主教高爾文被中國政府驅逐出境。同時，高爾文任命張伯仁為該教區署理。1955年，由於張伯仁忠於教宗，拒絕服從中國官方組織中國主教團及加入愛國會，而被捕及在監獄和勞改營度過了24年刑期，直到1979年才獲得釋放。
1959年8月15日，塗世華未經聖座准許，由愛國會安排非法自選自聖晉牧，並自稱接替高爾文出任漢陽教區第二正權主教。事後，因為塗世華在未獲得時任教宗若望二十三世准許，自選自聖違反《天主教法典》被絕罰。
在1984年，張伯仁獲時任教宗若望保祿二世任命為漢陽教區第二正權主教，並由漢口教區地下教會主教劉和德秘密祝聖。但是，中國政府一直不承認他是第二正權主教。
2005年10月12日，張伯仁在中國湖北省仙桃市因心臟衰竭病逝，終年90歲。

## 身后
張伯仁去世同日，時任教宗本篤十六世任命陳天懷出任漢陽教區宗座署理。葬禮於同月舉行，並獲政府允許公開進行，官方愛國會和非官方地下教會的神職人員均有出席。